# ヘブライ数字

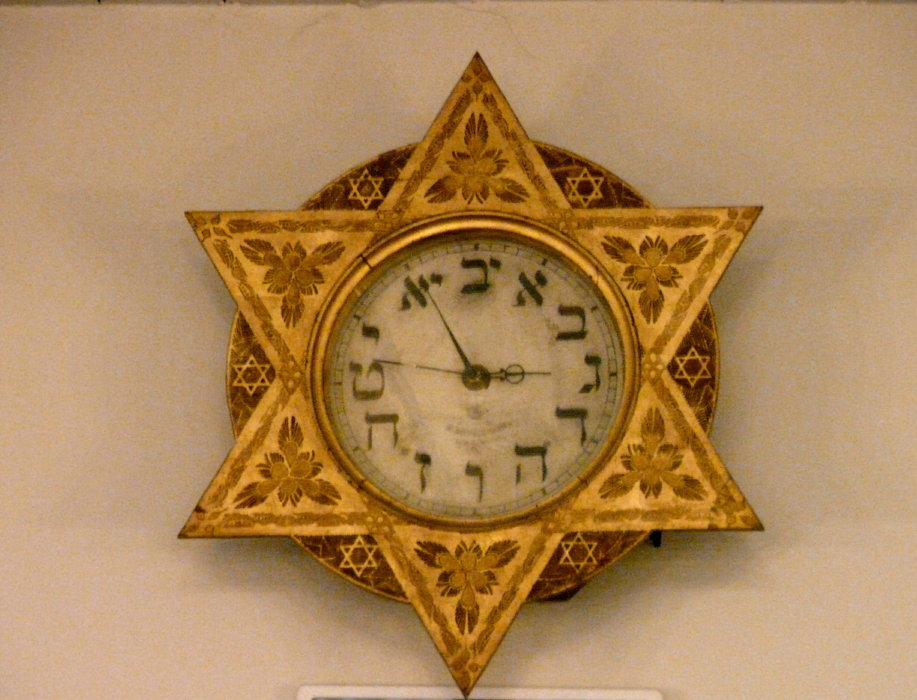
アムステルダムのシナゴーグにある18世紀の時計

ヘブライ数字（ヘブライすうじ）は、ヘブライ文字を数字として使った記数方法である。
現代のイスラエルでは通常アラビア数字が使われるが、ユダヤ暦の日付を記したり、聖書の章節番号を記すときにはヘブライ数字が用いられる。

## 歴史

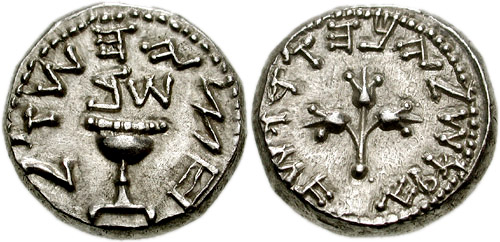
ユダヤ戦争時の半シェケル銀貨。古ヘブライ文字で聖杯の上にש(שנה「年」の略)ב‎(2)と記し、戦争の第2年（西暦67-68年）を意味する。

ヘブライ文字を使った記数方法は、紀元前2世紀のシモンの硬貨に見えるものがもっとも古い。当時ギリシアではギリシア・アルファベットを使ったイオニア式の数字（ギリシアの数字参照）が行われており、これを借用したものと考えられる。
14世紀以降、聖書に章節番号がつけられると、そこにもヘブライ数字が使われた。

## 表記
下表において、ヘブライ文字のラテン文字への翻字はISO 259方式による。
| ヘブライ文字 | ヘブライ文字 | 翻字 | 数価 | ヘブライ文字 | ヘブライ文字 | 翻字 | 数価 | ヘブライ文字 | ヘブライ文字 | 翻字 | 数価 |
| 文字         | 読み         | 翻字 | 数価 | 文字         | 読み         | 翻字 | 数価 | 文字         | 読み         | 翻字 | 数価 |
| ------------ | ------------ | ---- | ---- | ------------ | ------------ | ---- | ---- | ------------ | ------------ | ---- | ---- |
| א            | Alef         | ʾ    | 1    | י            | Yod          | Y    | 10   | ק            | Qof          | Q    | 100  |
| ב            | Bet          | B    | 2    | כ            | Kaf          | K    | 20   | ר            | Resh         | R    | 200  |
| ג            | Gimel        | G    | 3    | ל            | Lamed        | L    | 30   | ש            | Shin         | S̀    | 300  |
| ד            | Dalet        | D    | 4    | מ            | Mem          | M    | 40   | ת            | Tav          | T    | 400  |
| ה            | He           | H    | 5    | נ            | Nun          | N    | 50   |              |              |      |      |
| ו            | Vav          | W    | 6    | ס            | Samekh       | S    | 60   |              |              |      |      |
| ז            | Zayin        | Z    | 7    | ע            | Ayin         | ʿ    | 70   |              |              |      |      |
| ח            | Het          | Ḥ    | 8    | פ            | Pe           | P    | 80   |              |              |      |      |
| ט            | Tet          | Ṭ    | 9    | צ            | Tsadi        | Ṣ    | 90   |              |              |      |      |

500 から 900 までは、400+100 (תק)、
400+200 (תר)、
400+300 (תש)、
400+400 (תת)、
400+400+100 (תתק)
のように表す。別の方法として、5つの末尾形（ך ם ן ף ץ）を 500 から 900 までの数字に使う方法がある。
複数の桁からなるときは、上の桁を先に（右に）書く。例：121 は קכא になる。
ただし、15 は 10+5（יה）ではなく、9+6（טו）と書く。また 16 も 10+6（יו）ではなく 9+7（טז）と書く。これは、「יה」が神の名の最初の2文字であること、יו も固有名詞で神の名の略形として使われるため、それを避けたものである。
1000 以上の数は、1で1000を、2で2000を……というように繰りかえし用いる。あいまいさを防ぐために、千の桁のうしろにアポストロフィに似た記号をつけたり、文字の上にトレマに似た2つの点をつけて表すことがある。

## 補助記号
通常の単語と誤ることを避けるため、数字であることを示す記号が2種類ある。本来は省略記号だが、数字の表記に転用したものである。
数字が1文字の場合には、文字の後（左）にアポストロフィに似た記号を置く。例：א׳
数字が複数文字の場合には、最後の文字の前（右）に引用符に似た記号を置く。例：קכ״א
Unicode では以下のように定義されている。
| 文字 | 符号位置 | 文字名称                     |
| ---- | -------- | ---------------------------- |
| ׳    | U+05F3   | Hebrew Punctuation Geresh    |
| ״    | U+05F4   | Hebrew Punctuation Gershayim |

## 例
聖書の詩篇23篇は、תהלימ כג と書き、ヘブライ文字のまま「テヒリーム カフ・ギメル」と読む。
ユダヤ暦5775年（西暦2015年）は、ה׳תשע״ה と書く。